# Písničky (kniha Jiřího Suchého)
Písničky (1969) je souhrnné vydání prvních tří sbírek písňových textů Jiřího Suchého Klokočí (1964), Motýl (1965) a Pro kočku (1968). Knihu ilustroval Jiří Šalamoun.
Kniha je rozdělena do těchto kapitol:
- Popěvky a říkačky z Reduty 1956–1957
- Divadlo Na zábradlí (písničky kolem a z) 1958
- První písničky Semaforu 1959–1961
- Léta dozrávání 1962–1964
- Další léta dozrávání 1965–1967

## Nakladatelské údaje
- Jiří Suchý: Písničky. Československý spisovatel, Praha, 1969. Náklad: 22 000 výtisků.